# Russula virescens
Russula virescens é um fungo que pertence ao gênero de cogumelos Russula na ordem Russulales. Ele pode ser reconhecido pelo seu característico chapéu verde-pálido que mede até 15 cm de diâmetro, cuja superfície é coberta com manchas mais escuras angulares verdes. Tem lamelas brancas e apinhadas e uma estipe firme e branca, que atinge até 8 cm de altura e 4 cm de espessura. Considerado um dos melhores cogumelos comestíveis do gênero Russula, é especialmente popular na Espanha e na China. Com um sabor que é descrito como leve, de noz, frutado ou mesmo doce, pode ser cozido, grelhado, frito ou comido cru. Os cogumelos são ricos em carboidratos e proteínas, com baixo teor de gorduras.
A espécie foi descrita cientificamente pela primeira vez em 1774 por Jacob Christian Schaeffer. A distribuição do cogumelo abrange a Ásia, norte da África, Europa e América Central. Sua presença na América do Norte não foi esclarecida, devido à confusão com as espécies similares Russula parvovirescens e R. crustosa. R. virescens desenvolve cogumelos isolados ou em grupos espalhados sobre o solo, em florestas de folhas caducas e mistas, formando associações micorrízicas com árvores como carvalhos (Quercus), faia-europeia (Fagus sylvatica) e choupo (Populus tremula). Na Ásia, o fungo se associa com várias espécies de árvores de florestas tropicais da família Dipterocarpaceae. A enzima ribonuclease de R. virescens foi estudada e mostrou ter propriedades bioquímicas únicas em comparação com as de outros cogumelos comestíveis. O fungo contém polissacarídeos biologicamente ativos e uma enzima lacase que pode clivar vários corantes utilizados em laboratórios e na indústria têxtil.

## Taxonomia
Russula virescens foi descrita cientificamente pela primeira vez pelo polímata alemão Jacob Christian Schäffer em 1774. Na época, foi batizada como Agaricus virescens. A espécie foi transferida depois para o gênero Russula por Elias Magnus Fries em 1836, formando assim o nome binominal aceito atualmente. De acordo com o banco de dados nomenclatural MycoBank, Russula furcata var. aeruginosa (publicado por Christian Hendrik Persoon em 1796) e Agaricus caseosus (publicado por Karl Friedrich Wilhelm Wallroth em 1883) são sinônimos de Russula virescens. A variedade albidocitrina, definida por Claude Casimir Gillet em 1876, já não é considerada como tendo importância taxonômica independente.
De acordo com a classificação proposta em 1986 por Rolf Singer, R. virescens é a espécie tipo da subseção Virescentinae na seção Rigidae, um grupo que reúne cogumelos caracterizados por possuírem chapéus com superfícies que se desmancham em pequenas partículas como se fossem farelo (furfuráceas). Uma análise filogenética molecular de fungos Russula nativos da Europa sugeriu que R. virescens forma um clado com R. mustelina; estas duas espécies são irmãs de um clado contendo R. amoenicolor e R. violeipes.
O epíteto específico virescens é uma palavra latina que significa "tornando-se verde". Nos países de língua inglesa, o cogumelo é chamado popularmente pelos nomes de green-cracking Russula, quilted green Russula, e green brittlegill, todos estes uma referência ao padrão característico da superfície do chapéu. No Médio Atlântico dos Estados Unidos, é conhecido localmente como moldy Russula.

## Descrição
Referido pelo entusiasta em cogumelos Antonio Carluccio como "não exatamente agradável de se olhar", o chapéu de R. virescens tem formato de cúpula ou de barril, ficando convexo e achatado com o passar do tempo. Pode atingir até 15 cm de diâmetro e muitas vezes tem uma depressão na região central. A cutícula do píleo tem uma tonalidade verde, mais acentuada no centro, com manchas da mesma cor dispersas radialmente num padrão areolado. A coloração da cutícula é frequentemente variável, com tons de cinza, azinhavre ou verde-grama. A extensão das manchas na cutícula também é variável, com alguns espécimes com uma reduzida área manchada à semelhança de outros cogumelos de chapéu verde do gênero Russula, como o R. aeruginea. As manchas verdes do chapéu repousam sobre um fundo branco a verde-pálido. O píleo, embora frequentemente arredondado, também pode apresentar lobos e rachaduras irregulares. Sua cutícula é fina e pode ser facilmente descascada da superfície a uma distância de cerca de metade do caminho em direção ao centro do píleo. As lamelas são brancas a creme e bastante apinhadas; elas estão livres em relação à adesão ao tronco. As lamelas são interligadas em suas bases por veias.

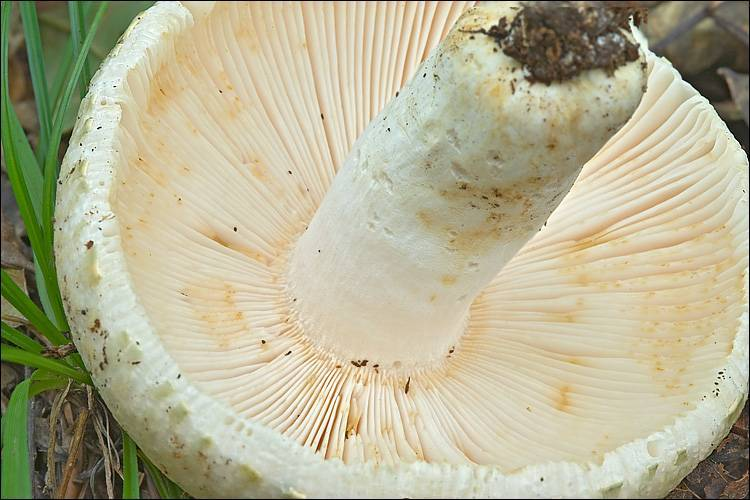
Face inferior do chapéu.

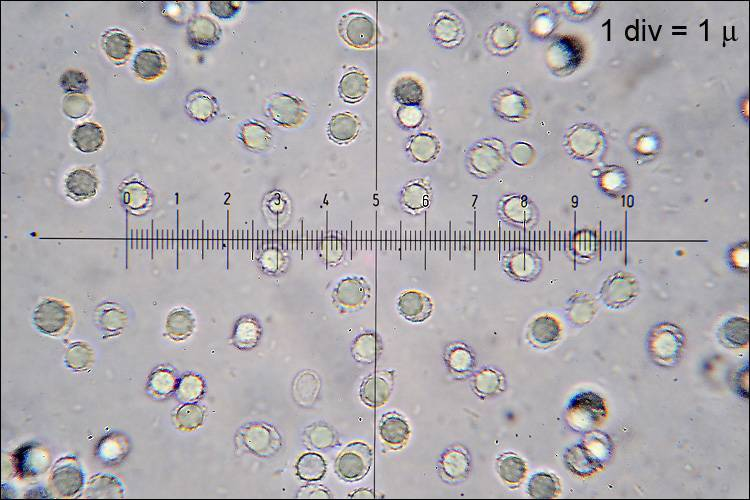
Os esporos são hialinos e verrucosos.

A estipe (o "tronco" do cogumelo) é cilíndrica, branca e de comprimento variável, atingindo até 8 cm de altura e 4 cm de largura, com aproximadamente a mesma espessura na porção superior e na base. A parte de cima da superfície do tronco pode ser farinácea (coberta com um pó branco). Eventualmente fica um pouco marrom com a idade, ou quando é ferido ou danificado devido ao manuseio. Assim como outros cogumelos da família Russulales, a carne é frágil, devido à citoarquitetura de células cilíndricas, que contrastam com as hifas típicas fibrosas e filamentosas presentes em outras ordens de basidiomicotas.
Os esporos de R. virescens são elípticos ou elipsoides com verrugas, translúcidos (hialinos) e produzem uma impressão de esporos (técnica usada na identificação de fungos) branca, pálida ou amarelo-pálida; as dimensões de esporos são 6 a 9 por 5 a 7 micrômetros (µm). Um retículo parcial (padrão de cristas semelhante a uma rede) interliga as verrugas. As células que carregam os esporos, os basídios, têm forma de trevo em secção transversa e medem 24 a 33 por 6 a 7,5 µm, são incolores e cada um possui de dois a quatro esporos. Os pleurocistídios (cistídios da face das lamelas) medem 40 a 85 por 6 a 8 µm e terminam abruptamente em uma ponta afiada.

## Espécies semelhantes
Russula parvovirescens, encontrada no leste dos Estados Unidos, pode ser distinguida de R. virescens por sua estatura menor, com chapéus medindo de 4 a 8 cm de diâmetro e estipes de até 6 cm de comprimento por 2 cm de espessura. Comparada com R. virescens, ela tende a ser verde-azulada, as manchas no chapéu são maiores e a margem do píleo é mais linear. Microscopicamente, as células terminais da cutícula do chapéu de R. parvovirescens são mais inchadas do que as de R. virescens, que tem células terminais mais afiladas e alongadas.
Outro cogumelo Russula de chapéu verde bastante parecido é R. aeruginea. Esta espécie pode ser distinguida da R. virescens por seu tamanho menor e por seu chapéu de superfície lisa. Os demais russulas de chapéus verdes e lisos, tais como R. heterophylla e R. cyanoxantha var. peltereaui, também são apontados pelos micologistas como "sósias". Russula crustosa, tal como R. virescens, possui um píleo areolado, mas o chapéu se torna pegajoso (viscoso) quando úmido, e sua cor é mais variável, podendo ser avermelhado, amarelado ou marrom. Além disso, a impressão de esporos de R. crustosa é um amarelo mais escuro do que o de R. virescens. R. redolens, um fungo de sabor desagradável e que cheira a salsa, tem um chapéu de cor "verde-monótono a azul-esverdeado", mas, ao contrário de R. virescens, é liso.

## Comestibilidade

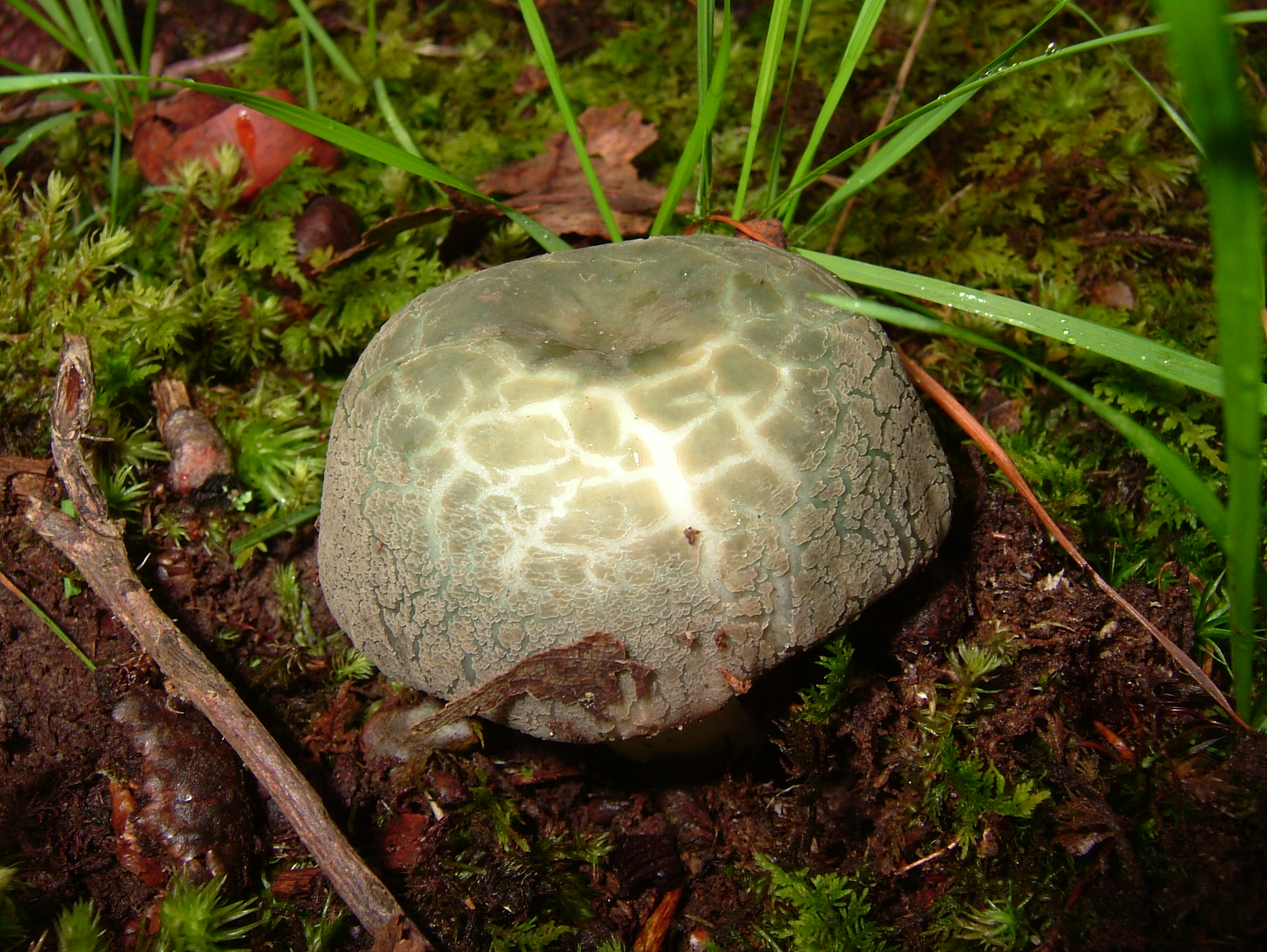
Apesar de sua aparência "mofada", o cogumelo é comestível

O fungo é apontado como um cogumelo comestível e considerado um dos melhores do gênero Russula. É muito popular na Europa, especialmente na Espanha. Em 1875, ao mencionar a espécie num trabalho sobre a utilidade dos fungos, o micologista inglês Mordecai Cubitt Cooke escreveu que os camponeses de Milão têm o hábito de colocá-los sobre brasas de madeira para tostar, e depois comê-los com um pouco de sal. O cogumelo é geralmente vendido na forma de produto seco na Ásia e, na China, pode ser encontrado em mercados de beira de estrada. O cheiro não é distinto, mas seu sabor é descrito como suave, de nozes, frutado, ou até mesmo doce. Espécimes velhos podem ter o cheiro de arenques. Quando os cogumelos são secos, o sabor de noz fica realçado. Cogumelos podem ser salteados (a cor verde desaparece com o cozimento) e espécimes jovens que são preparados desta forma têm gosto parecido com o da batata, que combina bem com chalotas. Eles também são fritos ou grelhados, ou utilizados crus em saladas. Os espécimes jovens são pálidos e podem ser difíceis de identificar, mas o padrão característico de corpos de frutificação mais velhos torna-o difícil de se confundir com outras espécies. Ao coletar R. virescens para o consumo, é de vital importância o cuidado para evitar confusão com o Amanita phalloides, um fungo perigosamente venenoso. Ele pode ser facilmente distinguido graças a sua volva e seu anel.
A composição nutricional dos cogumelos de R. virescens foi determinada por pesquisadores. Os cogumelos frescos contêm cerca de 92,5% de umidade. Uma amostra de 100 gramas de cogumelo seco tem 365 kcal. Os carboidratos constituem a maior parte dos corpos de frutificação, compreendendo 62% de seu peso seco; 11,1% destes hidratos de carbono são açúcares, a grande maioria deles (10,9% do total) o manitol. O conteúdo de lipídios totais corresponde a 1,85% da matéria seca do cogumelo. As proporções de ácidos graxos (expressas como uma percentagem dos ácidos graxos totais) são 28,78% de saturados, 41,51% de monoinsaturados e 29,71% de poli-insaturados. Os ácidos graxos mais comuns incluem: ácido palmítico, 17,3 % do total de ácidos graxos; o ácido esteárico, 7,16%; ácido oleico, 40,27 %; e o ácido linoleico, 29,18%. Vários compostos bioativos estão presentes no cogumelo. Cem gramas (peso seco) contêm 49,3 microgramas (µg) de tocoferóis (20 µg de alfa, 21,3 µg de beta e 8 µg de gama) e 0,19 miligramas (mg) do pigmento carotenoide licopeno. Existem 4,46 g de ácidos orgânicos por 100 g de cogumelos secos, incluindo o ácido oxálico (0,78 g), ácido málico (2,71 g), ácido cítrico (0,55 g) e ácido fumárico (0,23 g). Os cogumelos têm 22,6 mg/100 g do composto fenólico do ácido 4-hidroxibenzoico e 15,8 mg/100 g de ácido cinâmico.

## Ecologia, habitat e distribuição

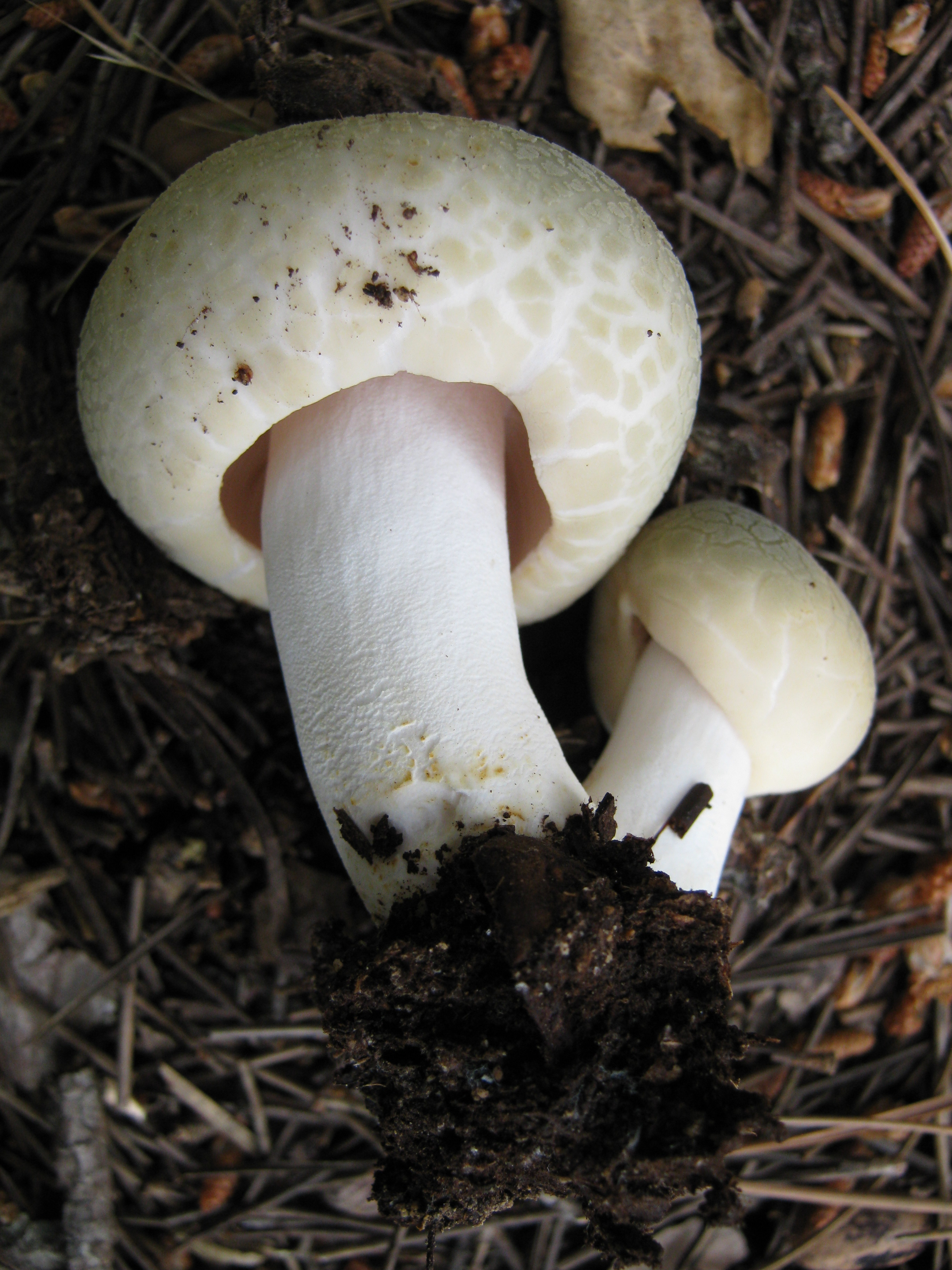
Espécimes jovens têm cor mais clara.

Russula virescens pode ser encontrada frutificando em solos tanto de florestas de decíduas como de florestas mistas, formando relações simbióticas do tipo ectomicorrízicas com uma variedade de árvores, incluindo carvalhos (Quercus), faia-europeia (Fagus sylvatica) e choupo (Populus tremula). Investigações preliminares sugerem que o fungo também se associa com pelo menos dez espécies de Dipterocarpaceae, uma importante família de árvores predominante nas florestas de terras baixas tropicais do sudeste da Ásia. Os corpos de frutificação não são muito comuns, e podem aparecer individualmente ou em grupos, reaparecendo nos mesmos locais, ano após ano. Na Europa, os cogumelos se desenvolvem principalmente durante os meses de verão ao início do outono. Um estudo mexicano sobre ocorrência sazonal de várias espécies de cogumelos comuns nas florestas subtropicais em Xalapa, capital do estado de Veracruz, mostrou que o período de frutificação de R. virescens ocorreu em abril, antes do início da estação chuvosa.
A distribuição de R. virescens na América do Norte é objeto de debate. Neste continente, também são reconhecidas algumas espécies parecidas, tais como R. parvovirescens e R. crustosa. Um autor ainda sugere que R. virescens "é estritamente uma espécie europeia", citando Buyck e colaboradores (2006), que dizem que "o grupo virescens-crustosa é muito mais complexo do que se suspeitava e abrange pelo menos uma dúzia de taxa no leste dos Estados Unidos". Como na Europa, o cogumelo tem uma ampla distribuição na Ásia, tendo sido registrado na Índia, Malásia, Coreia, Filipinas, Nepal, China, Tailândia e Vietnã. Ele também é encontrado no norte da África e na América Central.

## Química
Russula virescens tem uma capacidade limitada de bioacumular os micronutrientes ferro, cobre e zinco a partir do solo. A concentração destes traços de metais é um pouco maior nos píleos do que nas estipes. Uma refeição com 300 gramas de chapéus de cogumelos frescos pode fornecer 16% da Ingestão Diária Recomendada (IDR) de cobre para um homem ou mulher adultos (idades entre 19 e 50 anos); 16% da IDR de ferro para um homem e 7,3% para uma mulher adulta; e entre 16 e 22% da IDR de zinco para adultos. O cogumelo é um bioacumulador fraco de metais pesados tóxicos como arsênico, cádmio, chumbo, mercúrio e níquel.
Os polissacarídeos biologicamente ativos de cogumelos têm sido um tema de pesquisa frequente nas últimas décadas devido ao seu possível efeito estimulador sobre as respostas inatas e mediadas por células imunes, atividade antitumoral, dentre outras funções. Atividade imunoestimulante, antioxidante e de redução dos níveis de colesterol e açúcar no sangue foram detectadas em extratos de corpos de frutificação de R. virescens. Estes efeitos foram atribuídos a compostos químicos da classe dos polissacarídeos. Um beta-glucano insolúvel em água, RVS3-II, foi isolado a partir dos corpos de frutificação. Derivados sulfatados deste composto têm atividade antineoplásica contra linhagens de células tumorais de sarcoma. O RVP, um polissacarídeo solúvel em água presente no cogumelo, é constituído em grande parte de subunidades de galactomanana e possui propriedades antioxidantes.
Ribonucleases (ou RNAases) são enzimas que catalisam a hidrólise de ácido ribonucleico (RNA), e que coletivamente desempenham um papel fundamental em muitos processos biológicos. Uma RNase de R. virescens mostrou ser bioquimicamente única dentre as de outras sete espécies de cogumelos comestíveis por vários motivos: ela tem coespecificidade para clivar RNA em poli A e poli C, diferente das RNases monoespecíficas dos demais fungos; ela pode ser adsorvida em colunas de cromatografia contendo dietilaminoetil celulose (DEAE-celulose) como adsorvente, que tem um pH ótimo de 4,5, inferior a todas as outras espécies; além disso, tem uma sequência N-terminal de aminoácidos "distintamente diferente". O cogumelo contém uma enzima lacase única que pode quebrar vários corantes utilizados no laboratório e na indústria têxtil, como azul de bromotimol, preto de eriocromo T, verde malaquita e azul brilhante reativo. As lacases estão sendo cada vez mais utilizadas na indústria têxtil como biocatalisadores ambientais para o tratamento de águas residuais com corantes.